# Enej Jelenič
Enej Jelenič, né le 11 décembre 1992 à Koper en Slovénie, est un footballeur international slovène, qui évolue au poste de milieu de terrain au Calcio Padoue.

## Biographie

### Carrière en club
Avec le club du FC Koper, Enej Jelenič dispute deux matchs en Ligue des champions.

### Carrière internationale
Avec les espoirs, il participe aux éliminatoires championnat d'Europe espoirs, inscrivant plusieurs buts à cette occasion.
Enej Jelenič compte une sélection avec l'équipe de Slovénie depuis 2016.
Il est convoqué pour la première fois en équipe de Slovénie par le sélectionneur national Srečko Katanec, pour un match amical contre la Macédoine le 23 mars 2016. Il entre à la 87e minute de la rencontre, à la place de Miha Zajc. Le match se solde par une victoire 1-0 des Slovènes.

## Palmarès
- Avec le FC Koper
  - Vainqueur de la Supercoupe de Slovénie en 2010.